# کشش سطحی

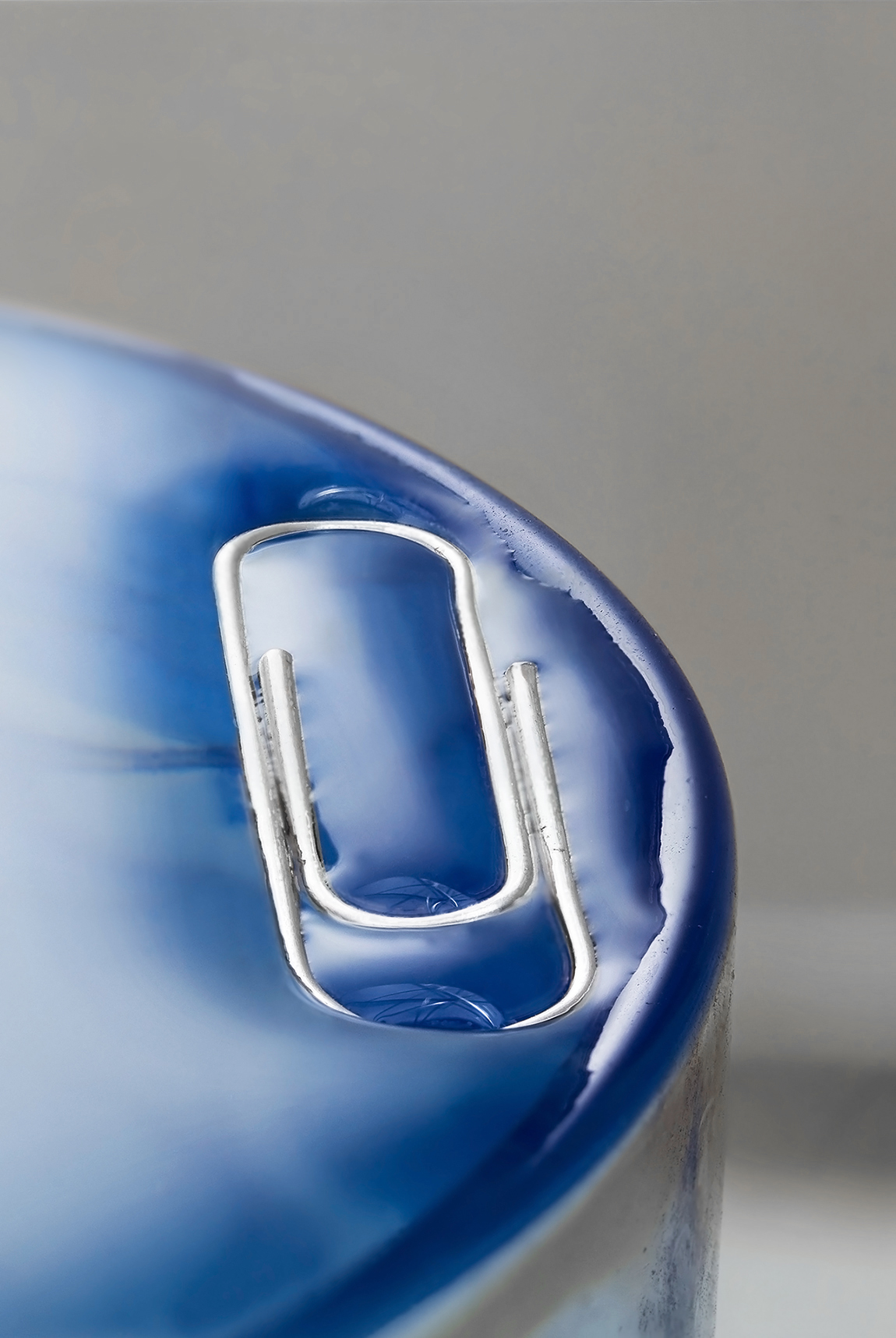
گیره‌های کاغذ در اثر کشش سطحی روی آب ایستاده‌است.

کشش سطحیِ قطره‌ای در حال چکیدن از شیر

کشش سطحی  ویژگی‌ای در مایع‌ها است که باعث می‌شود لایه بیرونی آن‌ها به صورت ورقه‌ای کشسان عمل کند. این همان ویژگی‌ای است که موجب ربایش دو سطح مایع به یکدیگر می‌شود؛ مانند دو قطرهٔ آب که همدیگر را می‌ربایند و قطرهٔ بزرگ‌تری می‌سازند.
کشش سطحی کمیتی است که بعد نیرو در واحد طول یا انرژی در واحد سطح دارد و در فیزیک معمولاً با {\displaystyle \gamma } نشان داده می‌شود.
کشش سطحی را همچنین می‌توان مقدار کار لازم برای ایجاد واحد سطح مشترک جدید در نظر گرفت.

## علت

نمودار نیروهای وارد شده به دو مولکول از مایع.

هر مولکول مایع از سوی مولکول‌های دیگرِ مایع ربوده می‌شود. مولکول‌هایی که درون حجم مایع هستند، از همه جهت ربوده می‌شوند و برآیند نیروی وارد به آن‌ها صفر است. اما مولکول‌هایی که در سطح مایع هستند، تنها از یک جهت از سوی دیگر مولکول‌ها ربوده می‌شوند و نیروی ربایش در آن سوی مرز مایع (مثلاً از طرف مولکول‌های هوا) به آن‌ها کمتر است؛ بنابراین، به مولکول‌های روی سطح مایع نیروی خالصی به سمت درون وارد می‌شود که این نیرو با مقاومت مایع در برابر فشرده‌شدن خنثی می‌شود. در نتیجه، نیرویی در مایع به وجود می‌آید که می‌خواهد سطح مایع را کم کند. از همین رو سطح مایع به شکل ورقه‌ای الاستیک عمل می‌کند و آن قدر جمع می‌شود که کمترین سطح ممکن را داشته باشد.
راه دیگر برای توضیح کشش سطحی این است که یک مولکول اگر در کنار مولکول همسایه‌اش باشد، انرژی‌اش کمتر از وقتی است که کنار آن همسایه نباشد. مولکول‌های درونی بیشترین تعداد همسایه‌های ممکن را دارند؛ ولی مولکول‌هایی که در سطح هستند همسایه‌های کمتری دارند و بنابراین انرژی‌شان بیشتر از انرژی مولکول‌های درونی است؛ بنابراین، وقتی که مایع می‌خواهد انرژی کلش را کمینه کند، می‌کوشد تا از شمار مولکول‌های سطحی‌اش بکاهد، و این یعنی یک مایع می‌خواهد کمترین سطح ممکن را داشته باشد.
برای کاستن از سطح، یک مایع همیشه هموارترین شکل ممکن را در سطح خود می‌گیرد (اثبات ریاضی این که چرا هموارترین سطح متناظر است با کمترین مساحت نیازمند قضیهٔ اویلر-لاگرانژ است). هر خمیدگی تازه بر روی سطح به مساحت بیشتر و در نتیجه انرژی بیشتر می‌انجامد.
در واقع علت ایجاد سطح مقاوم به نیرو در سطح مایعات مقاومت مایع در برابر تغییر مساحت خارجی است 
زیرا مایع تمایل دارد در حالت سطح کمینه باقی بماند دلیل دیگر مقاومت نیروهای بین مولکولی سطح (واندروالسی) در برابر فاصله گرفتن از هم است

## نمایش سطح‌های کمینه با سطح مایع

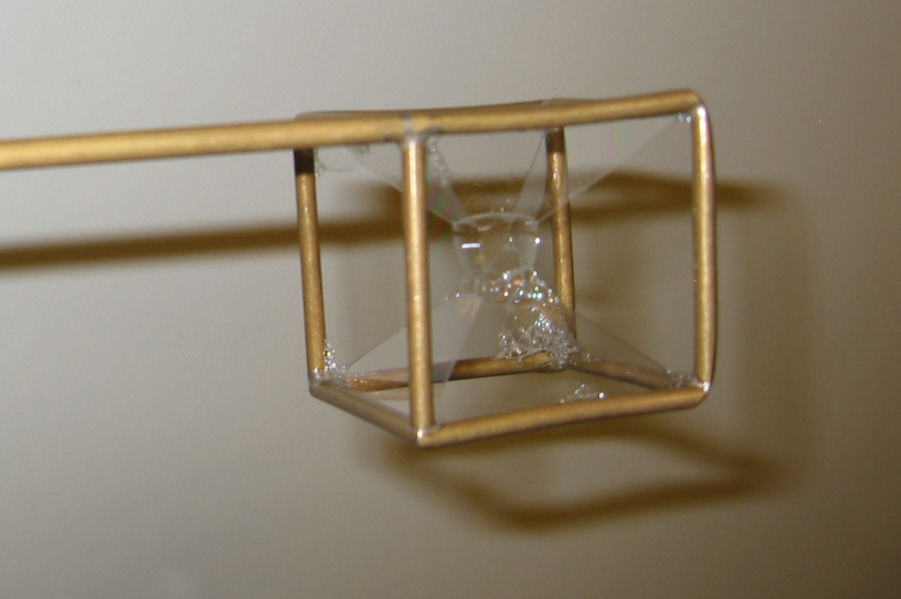
سطح کمینه

اگر بخواهیم رویهٔ دوبعدی‌ای را بیابیم که میان مرزهای مشخصی قرار بگیرد و کمترین سطح ممکن را داشته باشد، شاید با ریاضیات به سختی به نتیجه برسیم؛ ولی به جایش می‌توانیم مرزها را با سیم بسازیم و آن را درون ظرفی پر از آب و صابون فرو ببریم. لایهٔ حباب صابونی که بین سیم‌ها ساخته می‌شود به تقریب نشان‌دهندهٔ رویه‌ای با کمترین سطح ممکن است (اگر گرانش زمین نبود دقیقاً کمترین سطح را می‌ساخت).

## اثرها

### اثر مویینگی

نمایش اثر مویینگی برای دو لوله از جنس‌های متفاوت. چسبندگی آب به لولهٔ قرمزرنگ بیشتر و به لولهٔ آبی‌رنگ کمتر از چسبندگی آب به خودش است.

اثر مویینگی یعنی بالاآمدن سطح مایع درون لوله‌ای که درون مایع فروبرده شده‌است. اگر لوله به قدر کافی باریک باشد و چسبندگی آب به لوله زیاد باشد، کشش سطحی می‌تواند آب را در لوله بالا بکشد. ارتفاع آب بالاآمده برابر است با
{\displaystyle h\ =\ {\frac {2\gamma _{\mathrm {la} }\cos \theta }{\rho gr}}}
که در آن
- {\displaystyle \scriptstyle h} ارتفاع مایع بالاآمده‌است.
- {\displaystyle \scriptstyle \gamma _{\mathrm {la} }} کشش سطحی بین مایع و ظرف.
- {\displaystyle \scriptstyle \rho } چگالی مایع است.
- {\displaystyle \scriptstyle r} شعاع لولهٔ مویین است.
- {\displaystyle \scriptstyle g} شتاب گرانش است.
- {\displaystyle \scriptstyle \theta } زاویهٔ تماس مایع و سطح لوله است. اگر {\displaystyle \scriptstyle \theta } بیشتر از ‎۹۰°‎ باشد، مثل جیوه در لولهٔ شیشه‌ای، مایع به جای بالاآمدن پایین می‌رود.

### شکستن جریان مایع به قطره

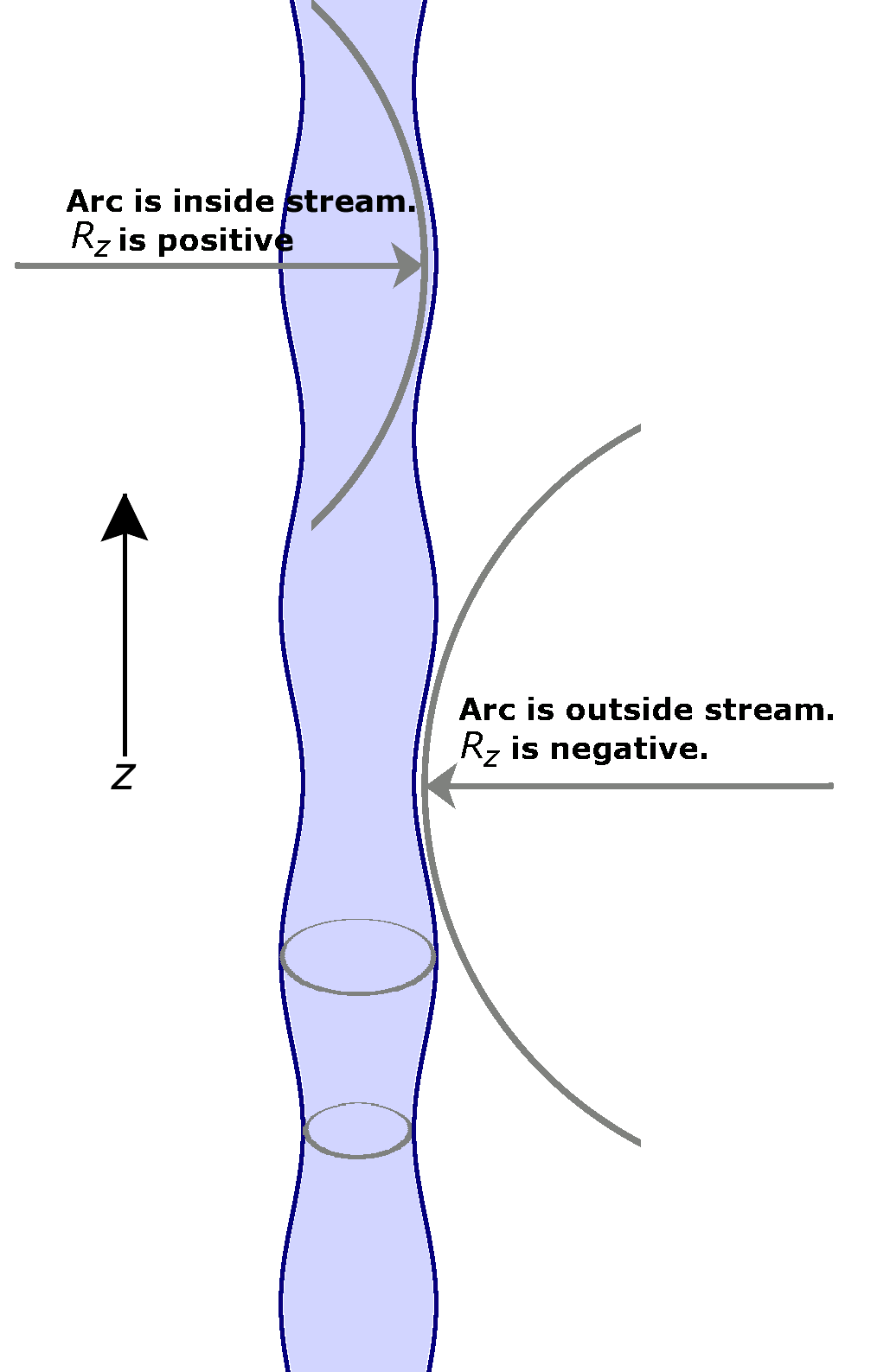
حالت میانی جریانی که به قطره شکسته می‌شود.

جریان آبی که از شیر می‌آید، هر چه‌قدر هم که یکنواخت باشد، قطره‌قطره می‌شود. این به خاطر پدیده‌ای به نام ناپایداری پلاتو-ریلی است. که خود پیامد مستقیمی از کشش سطحی است.

### اثر ساختارهای یونی بر کشش سطحی
کشش سطحی آب در صفر درجه سانتیگراد برابر با 75.64 dyn/cm است درحالیکه کشش سطحی برای یک محلول 6M نمک طعام برابر 82.55 dyn/cm است، زیرا کشش سطحی در واقع نتیجهٔ نیروهای واندروالسی میان مولکولی است و هر چه این نیروها قویتر باشند، کشش سطحی نیز بیشتر می‌شود. افزایش ذره‌ای قطبی و یونی مانند سدیم کلرید به آب مایه آن می‌شود که جاذبهٔ میان ذرات بیشتر شود، زیرا جاذبهٔ میان ذرات یونی و مولکول‌های آب قویتر از جاذبهٔ میان مولکول‌های آب به تنهایی است، بنابراین کشش سطحی در این محلول‌های بیشتر از کشش سطحی آب خالص است.

### اثر ساختارهای مولکولی بر کشش سطحی
ساختارهای مولکولی باعث از میان رفتن ویژگی کشش سطحی مایعات می‌شوند، مانند مواد شوینده که با شکستن کشش سطحی آب باعث رفتن مواد پاک‌کننده و آب به درون پارچه شده و پارچه را تمیز می‌کنند البته شکسته شدن کشش سطحی مایعات تنها تا نقطه بحرانی (CMC) صورت می‌گیرد و پس از آن کشش سطحی ثابت می‌ماند؛ بنابراین بکارگیریِ غلظت‌های بالای ساختارهای مولکولی مانند مواد شوینده مایه شکسته شدن بیشتر کشش سطحی نمی‌شود.

## کشش سطحی در پدیده‌های روزمره
کشش سطحی آب:

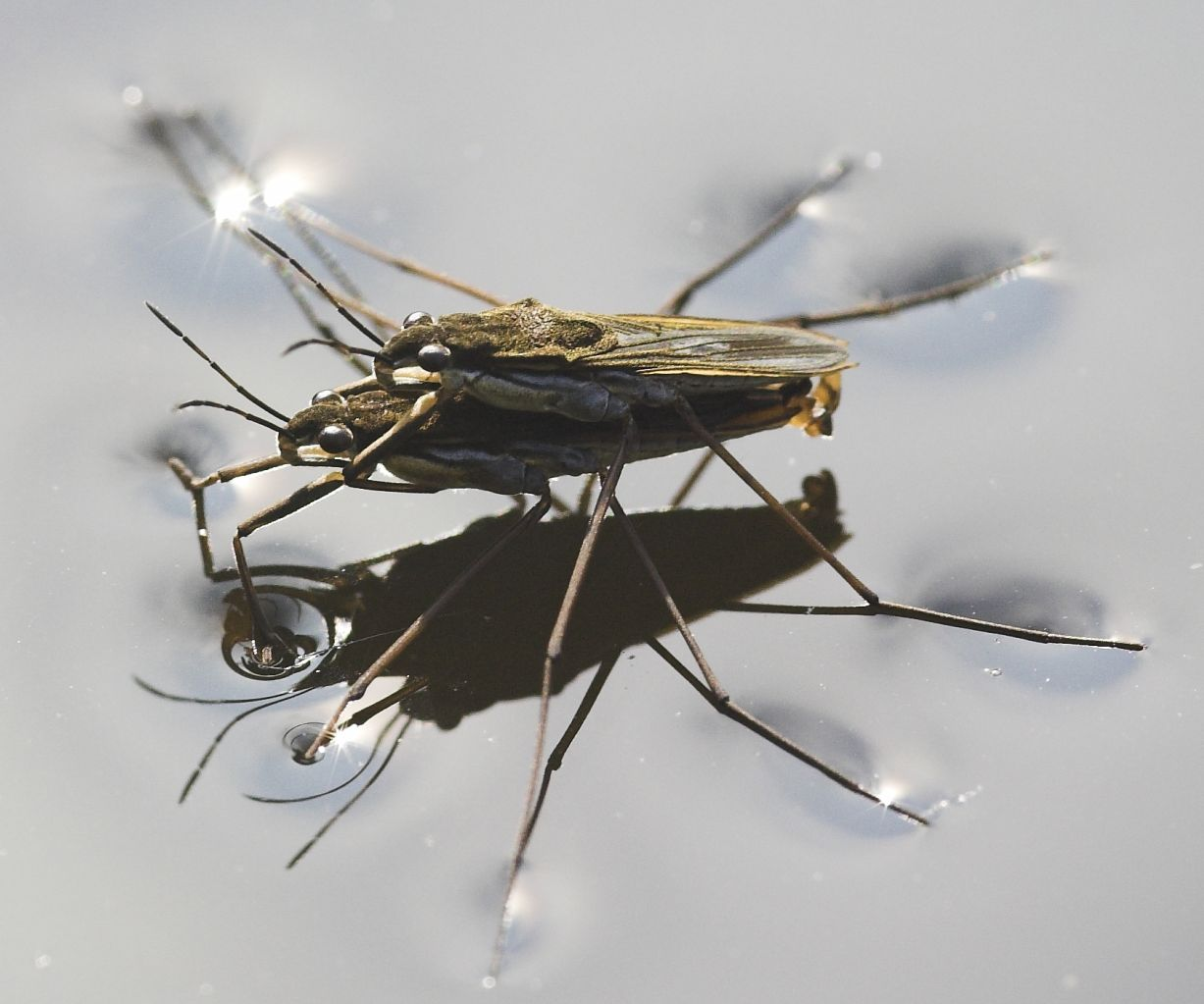
حشره‌ای که به کمک کشش سطحی آب شناور مانده‌ و درحال جفت‌گیری است.

- دانه‌دانه‌شدن قطره‌های باران روی سطح خودرو. آب به سطوح روغنی بسیار کم جذب می‌شود و به خودش به‌شدت جذب می‌شود. از همین رو، روی سطح خودرو قطره تشکیل می‌دهد.

کشش سطحی در پدیده‌های دیگری هم رخ می‌دهد، مثلاً در موادی که کشش سطحی آن‌ها کم است:
- حباب صابون سطح بسیار بزرگی با مادهٔ بسیار کمی دارد. قطره‌هایی که از آب ساخته‌شده‌اند ناپایدارند.

## نگارخانه

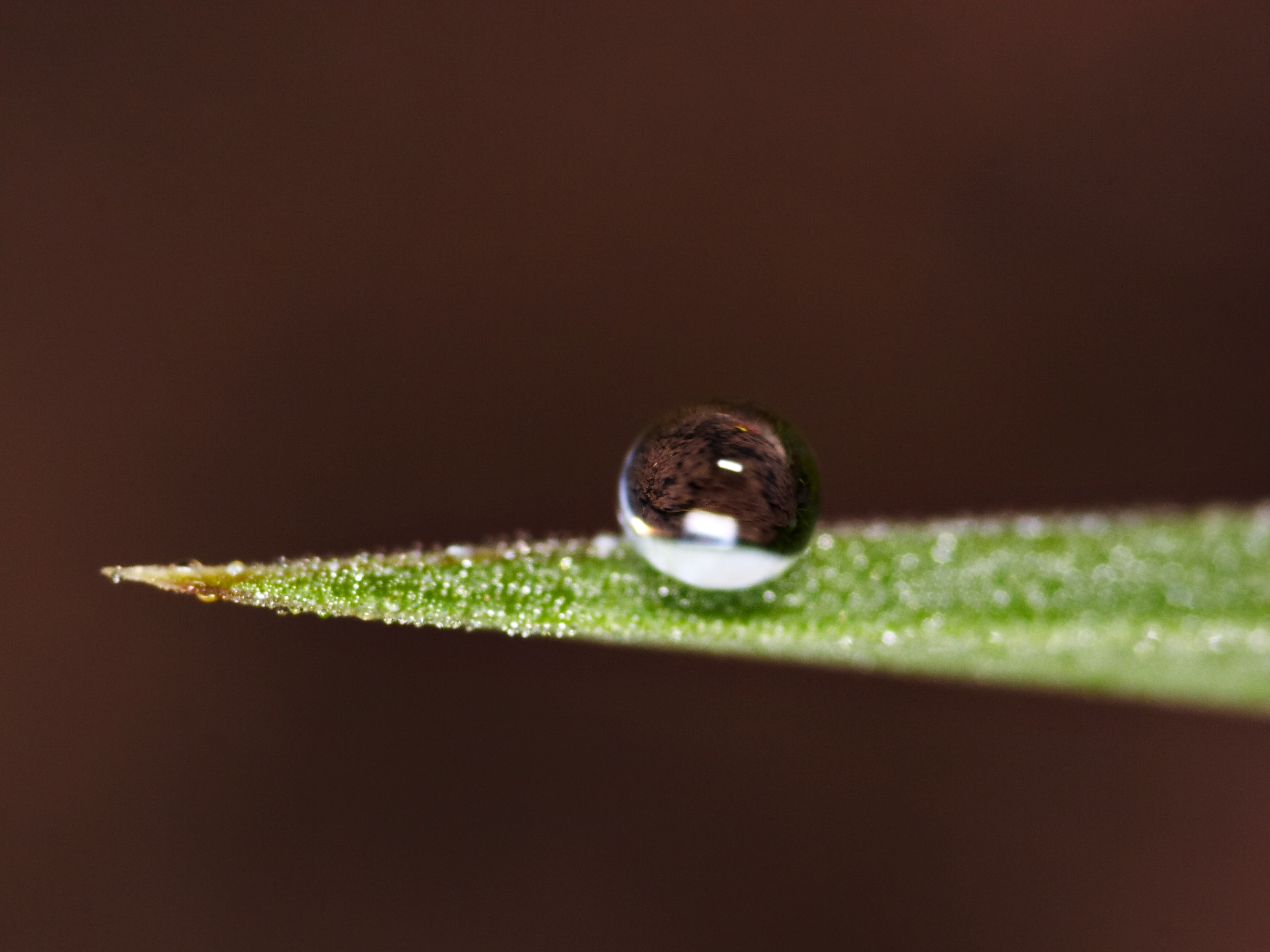
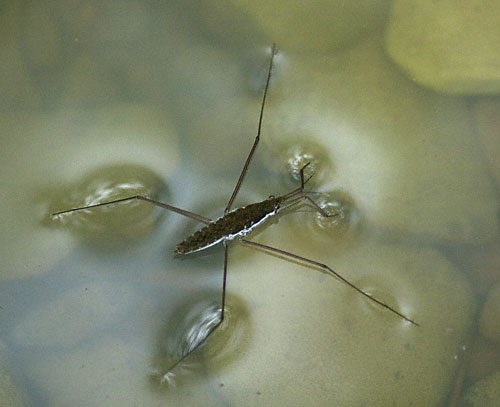
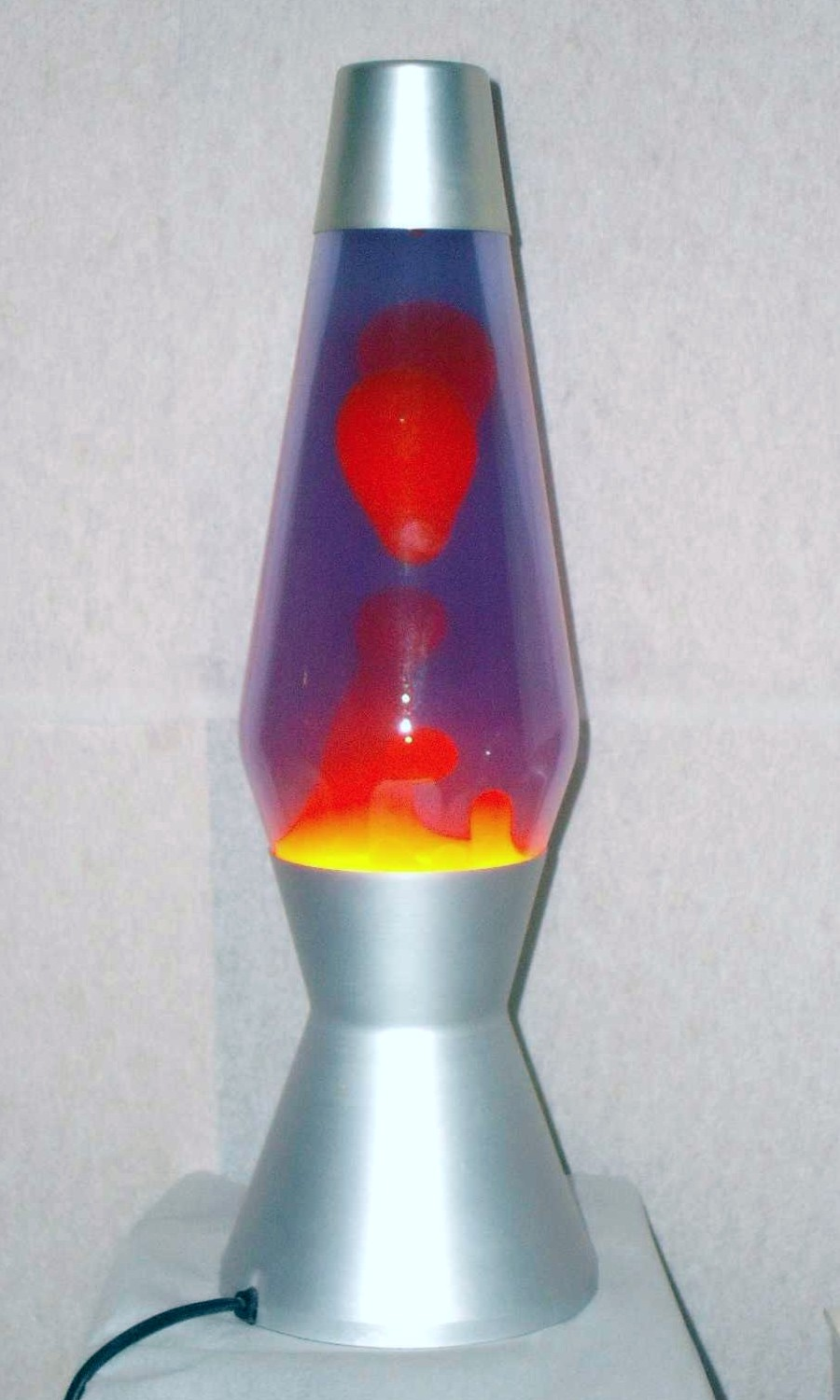